# Denver
Denver – miasto w Stanach Zjednoczonych w stanie Kolorado i stolica tego stanu. Miasto stanowi jednocześnie hrabstwo Denver (wspólna administracja). Położone na równinie u podnóża Gór Skalistych, nad rzeką Platte Południową.
Centrum administracyjne ma powierzchnię 400,7 km² i liczbę ludności 715 522 (2020), natomiast obszar metropolitalny Denver ma powierzchnię 21 790 km² i liczbę ludności 2 963 821 (2020). Jest to największe miasto stanu Kolorado, oraz dziewiętnasta co do wielkości aglomeracja Stanów Zjednoczonych.
U.S. News & World Report uznało Denver w stanie Kolorado za 14. najlepsze miejsce do życia w Stanach Zjednoczonych, w latach 2021–2022. Klimat i położenie geograficzne Denver sprawiają, że rekreacja na świeżym powietrzu jest szczególnie popularną rozrywką. 
Denver jest określane mianem Miasta na Wysokości Mili (leży na wysokości 1609 m n.p.m.).

## Dane ogólne
Denver zostało założone w 1858 roku i było wielkim centrum górnictwa złota i srebra; jego nazwa pochodzi od Jamesa W. Denvera, gubernatora Terytorium Kansas; w II połowie
XIX wieku powstało Muzeum Sztuki z kolekcją sztuki Indian. Klasycystyczny gmach stołeczny stanu Kolorado wybudowany został w Denver w XIX wieku. W Denver można znaleźć ogród zoologiczny, który jest najchętniej w tym mieście odwiedzaną atrakcją. Około dwóch godzin jazdy samochodem od miasta znajduje się Park Narodowy Gór Skalistych.

## Demografia
Według spisu ludności z 2020 r. w mieście i hrabstwie Denver znajdowało się 715 522 osób i 301 501 gospodarstw domowych. Gęstość zaludnienia wynosiła 1805 os./km². W latach 2010–2020 populacja miasta wzrosła o 19,2%.
Według danych z 2019 roku 77,2% mieszkańców stanowili Biali (54,8% nie licząc Latynosów), 8,6% to Czarni lub Afroamerykanie, 4,5% deklarowało przynależność do dwóch lub więcej ras, 3,6% to Azjaci, 0,6% to rdzenna ludność Ameryki i 0,07% to Hawajczycy i osoby pochodzące z innych wysp Pacyfiku. Latynosi stanowili 29,3% ludności miasta.
Do największych grup należą osoby pochodzenia meksykańskiego (22,9%), niemieckiego (11,8%), irlandzkiego (10,0%), angielskiego (8,3%), afroamerykańskiego, włoskiego (4,5%), europejskiego (3,3%), „amerykańskiego” (3,1%) i szkockiego lub szkocko–irlandzkiego (3,1%). Osoby pochodzenia polskiego stanowiły 2,7% populacji.

### Polacy w Denver
Znajduje się w Denver jedna z nielicznych parafii polskich w zachodniej części Stanów Zjednoczonych, parafia św. Józefa. Jest również szkoła języka polskiego, Klub Polski, i kilka polskich restauracji i sklepów. Polonia w Denver wydaje swój własny bezpłatny miesięcznik, Życie Kolorado.

## Gospodarka
Produkt metropolitalny brutto Denver wyniósł 157,6 mld USD w 2010 r., co czyni go 18. największą gospodarką metropolitalną w Stanach Zjednoczonych. Gospodarka Denver opiera się częściowo na jego położeniu geograficznym i połączeniu z niektórymi z głównych systemów transportowych kraju. Ponieważ Denver jest największym miastem w promieniu 800 km, stało się naturalną lokalizacją do przechowywania i dystrybucji towarów i usług do stanów górskich, stanów południowo-zachodnich, a także wszystkich stanów zachodnich. Kolejną korzyścią dla dystrybucji jest to, że Denver jest prawie w równej odległości od dużych miast Środkowego Zachodu, takich jak Chicago i St. Louis oraz niektórych dużych miast Zachodniego Wybrzeża, takich jak Los Angeles i San Francisco.

## Transport

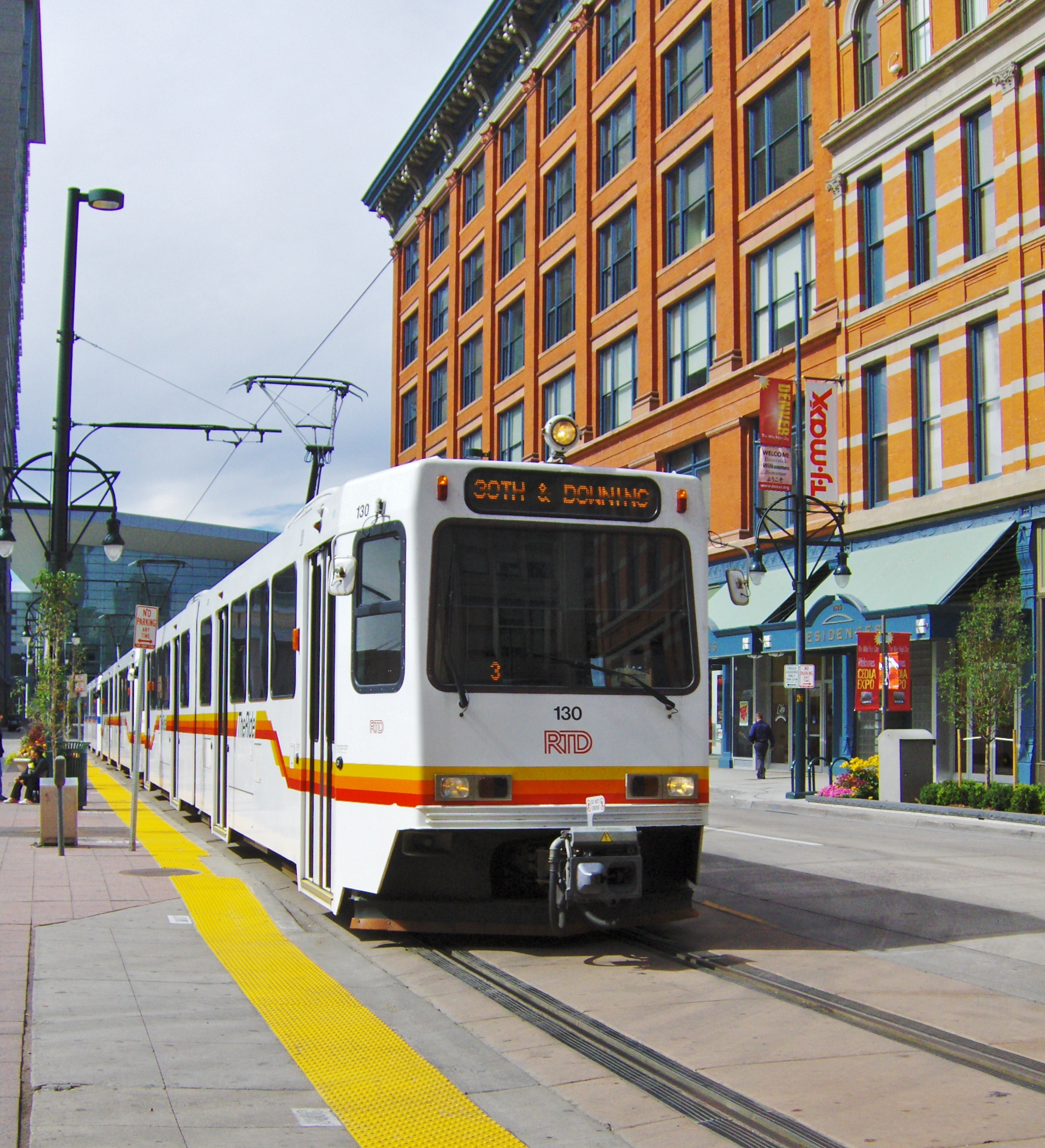
Lekka kolej przy ulicy California Street w Denver

### Powietrzny
- Port lotniczy Denver

## Edukacja
Miasto jest siedzibą Uniwersytetu w Denver (1864), Regis University (1877), Iliff School of Theology (1892), Metropolitan State University of Denver (1965) oraz filii i Centrum Nauk o Zdrowiu Uniwersytetu Kolorado.

## Sport
| Klub               | Sport              | Rok założenia | Liga |
| ------------------ | ------------------ | ------------- | ---- |
| Denver Broncos     | futbol amerykański | 1960          | NFL  |
| Colorado Rockies   | baseball           | 1993          | MLB  |
| Colorado Avalanche | hokej na lodzie    | 1995          | NHL  |
| Denver Nuggets     | koszykówka         | 1967          | NBA  |
| Colorado Rapids    | piłka nożna        | 1996          | MLS  |

Denver zostało wybrane w 1970 r. gospodarzem XII Zimowych Igrzysk Olimpijskich, co zbiegało się w czasie ze stuleciem stanu Kolorado. Jednak w 1972 r. głosy mieszkańców, krytykujących zbyt wysokie koszty, które miasto i stan miałyby ponieść na organizację zawodów, przesądziły o wycofaniu się z organizacji olimpiady. Ostatecznie igrzyska w 1976 r. odbyły się w Innsbrucku.

## Miasta partnerskie
- Etiopia: Aksum
- Francja: Brest
- Indie: Ćennaj
- Meksyk: Cuernavaca
- Izrael: Karmiel
- Chiny: Kunming
- Kenia: Nairobi
- Włochy: Potenza
- Japonia: Takayama
- Mongolia: Ułan Bator[7]